# Convenzione anglo-ottomana (1913)

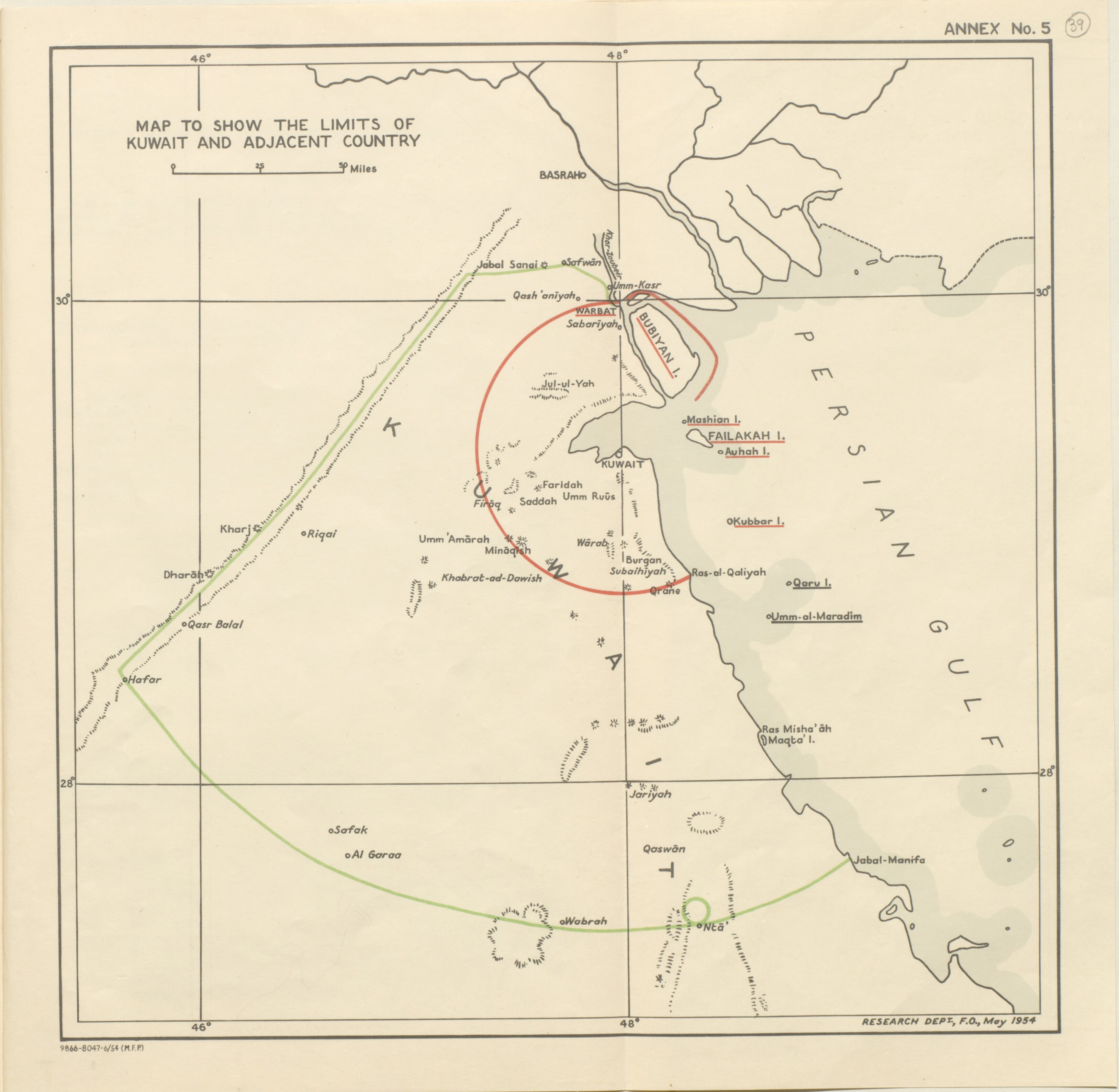
Mappa con i confini del cerchio rosso e del cerchio verde secondo la Convenzione anglo-ottomana del 1913

La Convenzione anglo-ottomana del 1913 (29 luglio 1913) fu un accordo tra la Sublime porta dell'Impero Ottomano e il governo del Regno Unito che definiva i limiti della giurisdizione ottomana nell'area del Golfo Persico rispetto a Kuwait, Qatar, Bahrain e dello Shatt al-'Arab. Firmato, ma mai ratificato, l'impatto duraturo dell'accordo fu quello relativo allo status del Kuwait. Furono stabilite le basi sia per l'indipendenza formale che per le frontiere del Kuwait moderno.

## Storia
I negoziati informali iniziarono il 29 luglio 1911 in un memorandum britannico inviato al governo ottomano. In quel periodo, sembrava probabile che il capolinea della ferrovia di Baghdad, finanziata e progettata dalla Germania, venisse posto in Kuwait. Il Kuwait era sotto l'amministrazione ottomana dal 1871 e nel 1875 era incluso nel Vilayet di Bassora, ma il dominio ottomano era principalmente nominale. Sebbene lo sceicco fosse sotto all'epoca sotto la giurisdizione dell'Impero, nessun ufficiale ottomano era di stanza in Kuwait. L'influenza sul Kuwait fu cruciale per la politica estera britannica nel Golfo Persico per quanto riguarda il commercio e gli interessi strategici riguardanti l'India.
Per gli inglesi, un'ulteriore estensione della linea ferroviaria significava un'ulteriore espansione dell'influenza ottomana e l'attuale amministrazione, già incoraggiata dal regime dei "giovani turchi", desiderava ristabilire un controllo effettivo sul suo impero a sud del Kuwait. Ancora peggio fu la possibile invasione di altre potenze europee. Nel memorandum proposto, gli inglesi cercarono quindi di regolarizzare l'accordo sullo status quo del 1901, con l'ulteriore perfezionamento di una chiara definizione dei confini del Kuwait a vantaggio della Gran Bretagna.
Anche se a volte bloccati, i negoziati comunicati tramite memorandum continuavano sulla base del quid pro quo in cui gli inglesi avevano un vantaggio; se gli ottomani avessero accettato lo status autonomo del Kuwait e i confini proposti, gli inglesi avrebbe dovuto accettare la sovranità ottomana e, in cambio, le isole settentrionali di Warbah e Bubiyan sarebbero state assegnate al Kuwait, e così via. L'influenza calante di Istanbul nel Golfo la costrinse a fare concessioni senza tanto da guadagnare in cambio. L'impero ottomano dovette affrontare una serie di battute d'arresto negli ultimi decenni - alcune delle sue province avevano ottenuto l'indipendenza, alcune erano state annesse da altri paesi, o molte furono perse in conflitto - e per ragioni politiche interne poté sembrare importante mantenere il Kuwait come parte dell'impero, anche se solo simbolicamente. Gli ottomani ritenevano anche che la conclusione di questo accordo avrebbe assicurato il sostegno britannico su altre questioni più urgenti, come l'invasione di altre potenze europee e i conflitti in altre parti dell'Impero Ottomano. Inoltre, le pressioni britanniche portarono gli ottomani ad abbandonare la proposta di estendere la linea ferroviaria al Kuwait e optare invece per un capolinea a Bassora. I piani per un capolinea di Bassora crearono una nuova serie di richieste da parte degli inglesi, inclusa la rinuncia ottomana del Qatar, e delineando il suo ruolo nelle più ampie acque del Golfo Persico. La Gran Bretagna voleva concludere accordi con lo sceicco del Qatar Jasim al-Thani sul traffico illecito di armi e sulla pace marittima, e cercò anche di stabilire formalmente il proprio dominio nel Golfo. Il 6 maggio 1913 la Gran Bretagna e l'Impero Ottomano siglarono il compromesso e la Convenzione anglo-ottomana fu firmata il 29 luglio 1913, esattamente due anni dopo il primo memorandum.

### La non ratifica
La Convenzione anglo-ottomana era solo una parte di un più ampio processo di contrattazione e le complessità degli interessi commerciali europei in competizione nella regione ne impedirono la ratifica. Anche Russia, Francia e Germania (e più tardi l'Italia) avevano fatto pressioni sul governo ottomano per ottenere concessioni ferroviarie. La ratifica fu ulteriormente complicata dal fatto che la maggior parte delle Potenze stesse erano impegnate in negoziati bilaterali con l'Impero Ottomano, proprio come avevano fatto gli inglesi con questa Convenzione. Inoltre, i tentativi di ottenere concessioni petrolifere dal governo ottomano si aggiunsero alla complessità degli accordi commerciali. Infine, gli ottomani e gli inglesi emersero come nemici entro pochi mesi dalla Convenzione anglo-ottomana del 1913, poiché lo scoppio della prima guerra mondiale diminuì ogni speranza di ratifica.

## Termini

### I. Kuwait
La sezione I della convenzione comprendeva dieci articoli riguardanti lo status del Kuwait e i suoi confini territoriali. Comprendeva disposizioni contraddittorie in quanto gli inglesi riconoscevano il Kuwait come sotto-distretto provinciale autonomo (C') dell'Impero Ottomano all'interno della zona verde disegnata e si impegnavano a non stabilire un protettorato. Dall'altra parte l'Impero ottomano riconosceva la validità degli accordi che aveva fatto del Kuwait un protettorato britannico eccetto per il nome e del riconoscimento del Kuwait come entità indipendente all'interno della zona rossa disegnata.
Secondo l'accordo, il Kuwait costituiva "un qaḍā autonomo dell'Impero Ottomano", riconoscendo così lo sceicco Mubarak al-Sabah come governatore del Kuwait così come kaymakam (governatore del distretto ottomano) (articolo 1). Il Kuwait è stato elencato come tale perché le interpretazioni ottomane e britanniche di sovranità: "sovereignty" e "suzerainty" differivano nelle loro contro-bozze e quindi entrambi i termini furono omessi nella bozza finale.
Trattandosi di un qaḍā "autonomo", il governo ottomano accettò di astenersi dall'interferire negli affari del Kuwait, "compresa la questione della successione, e da qualsiasi atto amministrativo, occupazione o militare". Consentiva anche l'uso della bandiera ottomana con la possibilità di iscrivere la parola "Kuwait" su di essa (articolo 2).
L'accordo ha inoltre identificato i territori del Kuwait come due diverse regioni, delimitate in rosso e verde su una mappa allegata alla convenzione. La linea rossa, come viene comunemente chiamata, delimitava la regione in cui lo sceicco avrebbe dovuto avere "completa autonomia amministrativa". Questa regione era formata da "un semicerchio con la città di Kuwayt al centro, il Khawr al-Zubayr all'estremità settentrionale e al-Qurrayin all'estremità meridionale" (Articolo 5). Ciò includeva anche le isole circostanti di Warba e Bubiyan, che erano i principali punti di contrattazione per gli inglesi che consideravano le postazioni militari ottomane sulle isole come una minaccia.

La linea verde delimitava la regione in cui lo sceicco del Kuwait avrebbe esercitato i diritti amministrativi di un kaymakam ottomano. Le tribù poste in quella zona furono “riconosciute all'interno della dipendenza dello Shaykh del Kuwait” e come kaymakam gli fu richiesto di raccogliere i tributi (Articolo 6). L'importanza della linea verde fu che pose per la prima volta le basi per le frontiere stabilite del Kuwait moderno:

La linea di demarcazione inizia sulla costa alla foce di Khor al-Zubair a nord-ovest e attraversa immediatamente a sud di Umm-Qasr, Safwan e Jabla Sanam, in modo tale da lasciare al vilayet di Bassora questi luoghi e i loro pozzi; arrivando all'al-Batin, la segue verso sud-ovest fino a Hafr-al-Batin che lascia dalla stessa parte di Kuwayt; da quel punto la linea in questione va a sud-est partendo per i pozzi di al-Safah, al-Garaa, al-Haba, al-Warbah e Antaa, raggiungendo il mare nei pressi di Jabal Munifa (articolo 7).

Un'altra disposizione importante, e richiesta dagli ottomani, fu quella della dichiarazione britannica secondo la quale nessun protettorato sarebbe stato stabilito sul Kuwait (articolo 4). Tuttavia, il governo ottomano riconobbe la validità dell'Accordo anglo-kuwaitiano del 1899 e degli accordi del 1900 e del 1904 in cui il Kuwait si era impegnato a non essere coinvolto nel commercio di armi o a non consentire a un'altra potenza di stabilire un ufficio postale, così come le concessioni terriere fatte dallo sceicco al governo britannico (articolo 3).
Alla convenzione furono anche aggiunte disposizioni più piccole, che includevano il diritto dello sceicco alla sua proprietà privata nella vilayet di Bassora (articolo 9) e l'estradizione (articolo 10).

### II. Qatar e III. Bahrein
Le sezioni II e III costituivano rispettivamente le disposizioni per il Qatar e il Bahrein. Al centro dei negoziati fu lo status del Qatar e del Bahrein, e gli inglesi fecero pressioni sul governo ottomano affinché rinunciasse alle sue rivendicazioni su entrambi. Se il governo ottomano avesse mantenuto la sovranità sul Qatar e sul Bahrain, ciò gli avrebbe consentito il diritto di intervenire nuovamente nelle questioni del Golfo, di cui gli inglesi desideravano mantenere il monopolio.
Gli ottomani erano disposti a rinunciare a tutte le rivendicazioni sul Bahrain, nel quale erano stati in grado di mantenere non oltre che un ruolo simbolico, ma non il Qatar. Per una questione di sovranità, gli ottomani sostenevano che l'impero aveva sempre esercitato una sovranità effettiva sulla penisola e non poteva giustificare l'abbandono del territorio a cui non aveva mai formalmente rinunciato. Tuttavia, sotto una notevole pressione, rinunciò alle rivendicazioni su entrambi (Articoli 11 e 13) e fu istituita una linea blu per definire i limiti territoriali della giurisdizione ottomana. Questa linea separava il sanjak ottomano di Najd dal Qatar. La linea blu iniziava a poche miglia a sud di Zaknuniya (che era inclusa nel sanjak), direttamente a sud fino al Rub 'al-Khali (articolo 11). L'accordo non menzionava che Zaknuniya sarebbe stata parte del sanjak di Najd in cambio di un corrispettivo ottomano di £1.000 pagato allo sceicco del Bahrain tramite il governo britannico.
Per quanto riguarda il Bahrein, gli ottomani rinunciarono a tutte le pretese fino a quando gli inglesi non dichiararono alcuna intenzione di annetterlo (articolo 13) e non rivendicarono diritti di capitolazione per i sudditi dello sceicco del Bahrein (protetto dai consoli della maestà britannica) che vivevano nell'Impero Ottomano (articolo 15).

### IV. Il Golfo Persico
Il passo finale per garantire il suo dominio sul Golfo Persico fu la formalizzazione della polizia britannica del Golfo. Pertanto, "per la protezione dei suoi interessi speciali ... nelle acque libere del Golfo Persico e sui confini appartenenti agli Shaykh indipendenti dal sud di al-Qatar fino all'Oceano Indiano", gli inglesi poterono continuare a esercitare, come in passato, le seguenti misure (articolo 16):
(a) Sonde, illuminazione dei fari, posizionamento delle boe, pilotaggio
(b) Polizia marittima
(c) Misure di quarantena